# 13607 Vicars
13607 Vicars è un asteroide della fascia principale. Scoperto nel 1994, presenta un'orbita caratterizzata da un semiasse maggiore pari a 2,3312095 UA e da un'eccentricità di 0,0595771, inclinata di 6,61828° rispetto all'eclittica.